# دیل جاسپر
دیل جاسپر (انگلیسی: Dale Jasper; ۱۴ ژانویهٔ ۱۹۶۴ – ۳۰ ژانویهٔ ۲۰۲۰) بازیکن فوتبال اهل بریتانیا بود.
از باشگاه‌هایی که در آن بازی کرده‌است می‌توان به باشگاه فوتبال کرو آلکساندرا، باشگاه فوتبال چلسی، باشگاه فوتبال کراولی تاون، و باشگاه فوتبال برایتون اند هوو آلبیون اشاره کرد.